# Leerlaufmoment
Unter dem Leerlaufmoment oder Schleppmoment versteht man den Schleppverlust einer Lamellenkupplung, der im geöffneten Kupplungszustand besteht. Primäre Einflussgrößen sind dabei
- die dynamische Viskosität des Öls
- der Ölfüllstand
- die Belagbreite
- die Anzahl der Reibflächen oder -paare
- der mittlere Reibdurchmesser
- die Drehzahl
- das Lüftspiel.

Sekundäre Einflüsse sind
- die Belagoberfläche
- die Reibbelagnutzung
- die Beschaffenheit der Stahlgegenlamellen.

Durch den Aufbau können weitere Faktoren hinzukommen, z. B. wenn eine mit den Wellen der Lamellenkupplung verbundene Kühlmittelpumpe durch Relativ- oder Absolutdrehzahl angetrieben wird.
Als Schleppmoment bezeichnet man auch das Drehmoment, das man braucht, um bei einer Axialkolbenpumpe, die auf einen Schwenkwinkel von 0° eingestellt ist, die internen Widerstände zu überwinden.